# 雙樺控股
雙樺控股有限公司，簡稱雙樺控股（英語：Shuanghua Holdings Limited，港交所：1241），於1997年由鄭平（主席）創立名為「上海双桦汽车零部件股份有限公司」。
業務經營生產及銷售蒸发器、冷凝器、暖风芯体和压缩机在内的各类汽车HVAC部件。
總部位於中國上海浦東福山路458號同盛大廈9樓。
股份則在2011年6月30日，於港交所主板上市，招股價為1.16港元，發行新股為162,500,000股，集資額為1.86億港元。

## 連結
- shshuanghua.com （页面存档备份，存于）